# Edward Sieradzki
Edward Sieradzki (ur. 24 września 1913 w Bottropie, zm. 30 lipca 2001) – polski rzemieślnik i działacz spółdzielczy, poseł na Sejm PRL VI (1972–1976) i VII (1976–1980) kadencji. 

## Życiorys
Urodził się na terenie Niemiec, jednak po odzyskaniu przez Polskę niepodległości rodzina wróciła do Wielkopolski. Uzyskał wykształcenie średnie, z zawodu był elektrotechnikiem. W dwudziestoleciu międzywojennym działał w Polskim Związku Zachodnim, wziął udział w wojnie obronnej Polski w 1939 w szeregach Armii „Łódź”. Dostał się do niewoli w obozie jenieckim w Sagan, z którego uciekł. W 1945 walczył jako ochotnik w 2 Armii Wojska Polskiego. 
W 1963 wstąpił do Stronnictwa Demokratycznego. W latach 60. pracował w Komisji Finansów Dzielnicowej Rady Narodowej w Poznaniu-Grunwaldzie. W 1972 został posłem na Sejm PRL z okręgu Poznań. Był członkiem Komisji Drobnej Wytwórczości, Spółdzielczości Pracy i Rzemiosła oraz Obrony Narodowej. W 1976 ponownie uzyskał mandat z tego samego okręgu, kontynuował pracę w Komisji Obrony, zasiadł również w Komisji Pracy i Spraw Socjalnych (jako jej wiceprzewodniczący). W latach 80. był wiceprzewodniczącym Wojewódzkiej Rady Narodowej w Poznaniu.
Działał w Związku Bojowników o Wolności i Demokrację.
Pochowany został na cmentarzu Jeżyckim w Poznaniu (kw. P-rząd 55-grób 41).

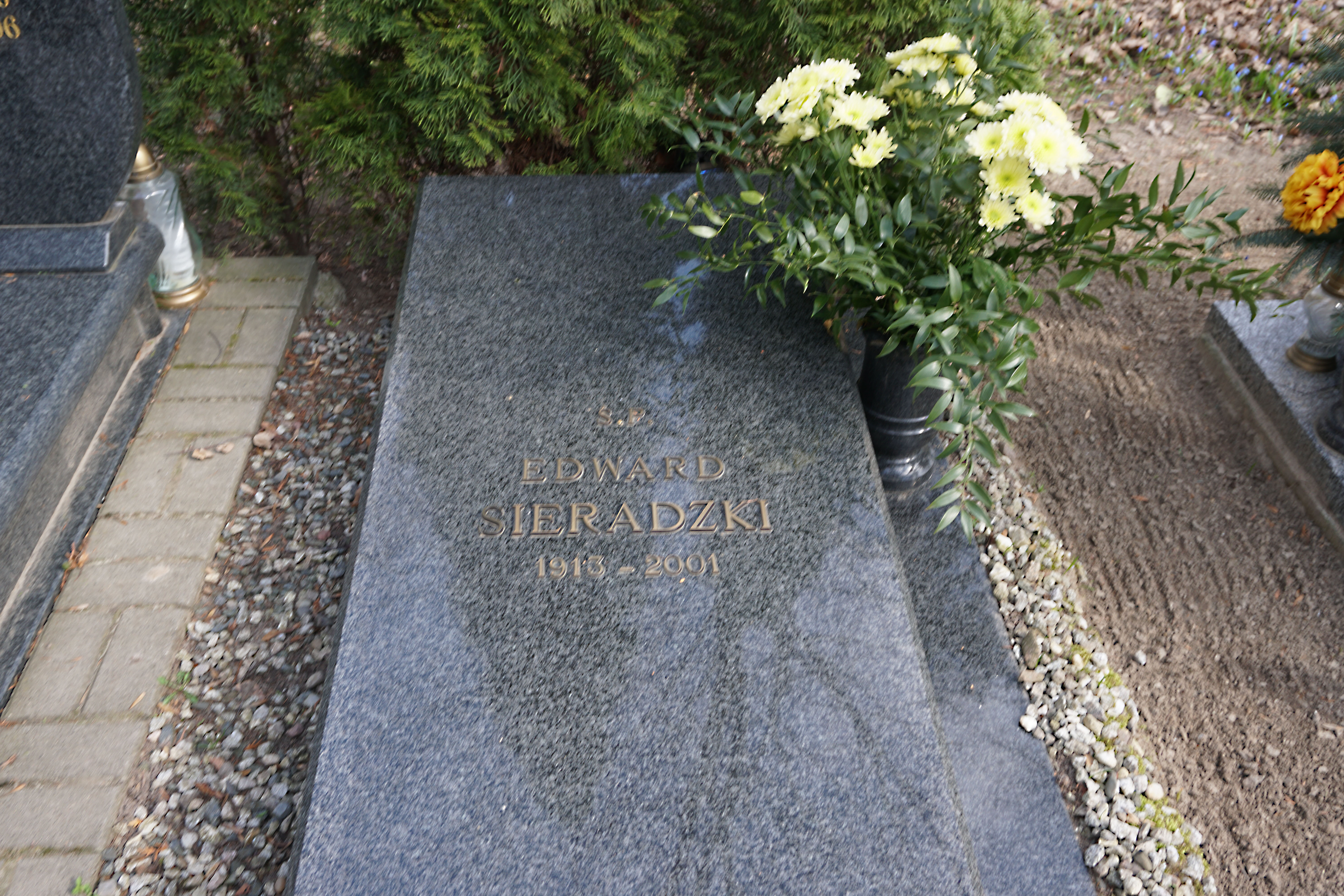
Grób Edwarda Sieradzkiego na cmentarzu Jeżyckim w Poznaniu

## Odznaczenia
- Krzyż Komandorski Orderu Odrodzenia Polski
- Krzyż Kawalerski Orderu Odrodzenia Polski
- Krzyż Walecznych
- Order Krzyża Grunwaldu III klasy
- Medal „Za zwycięstwo nad Niemcami w Wielkiej Wojnie Ojczyźnianej 1941–1945”
- Medal za Warszawę 1939–1945
- Medal za Odrę, Nysę, Bałtyk
- Srebrny Medal „Zasłużonym na Polu Chwały”
- Medal Zwycięstwa i Wolności 1945
- Brązowy Medal „Za zasługi dla obronności kraju”[2]